# Gerhard Rundquist
Gerhard Ingemar Allan Rundquist, född den 24 oktober 1936 i Örebro, död den 12 juli 2014 i Solna, var en svensk ämbetsman.
Rundquist avlade filosofie kandidatexamen i Lund 1960. Han tjänstgjorde vid Lunds universitet 1960–1964, vid Nordiska kulturkommissionen 1964–1966, i Ecklesiastikdepartementet 1965–1966, var avdelningsdirektör vid Karolinska institutet 1966–1968, tjänstgjorde i Utbildningsdepartementet 1968–1970. Rundquist blev kansliråd i Industridepartementet 1970 och departementsråd där 1975. Han var överdirektör och chef för Nämnden för hantering av använt kärnbränsle 1981–1989 (tjänstledig 1985–1989) samt utredare av effekterna för svensk industri av Sveriges deltagande i det europeiska rymdsamarbetet 1985–1986 och av internationell energianalys inom Vattenfall från 1986. Rundquist var generalsekreterare i svenska nationalkommittén för Union international d'électrothermie 1988–1989 och från 1992. Han var ledamot eller expert i statliga utredningar från 1965. Rundquist var även politiskt aktiv inom Moderata samlingspartiet och innehade allmänna uppdrag som nämndeman i fastighetsdomstolen för Stockholms län från 1988, ledamot av kommunfullmäktige i Solna från 1991 samt ordförande i Råsunda församlings kyrkoråd från 1995 och Överförmyndarnämnden i Solna från 1999. Han vilar på Solna kyrkogård.